# Datateknologi
Datateknologi er en 5-årig uddannelse, som foregik på Det Tekniske Fakultet ved Syddansk Universitet i Odense.
Den er nu blevet omdøbt til Robotteknologi, for at øge fokus på robotter.
Uddannelsen handler om alle sider af computerteknologien. For eksempel med at designe elektroniske kredsløb til at styre fx robotter samt at programmere den software, der styrer elektronikken.
Man kan vælge at nøjes med en 3-årig bachelorgrad, eller man kan tage 2 år mere til en kandidatgrad på en af de linjer der tilbydes ved Mærsk Mc-Kinney Møller Instituttet i Odense.